# Chanchito
Der Chanchito oder Chamaeleonbuntbarsch (Australoheros facetus) ist eine südamerikanische Fischart aus der Familie der Buntbarsche (Cichlidae). Er wurde von Charles Darwin während dessen Südamerikareise mit der Beagle gesammelt und von Leonard Jenyns 1842 als Chromis facetus wissenschaftlich beschrieben. Die Typuslokalität ist ein leicht brackiger Süßwassersee bei Maldonado am Río de la Plata in Uruguay.

## Merkmale
Es handelt sich bei dem Chanchito um einen relativ großen Buntbarsch aus dem subtropischen Südamerika. Charakteristisch ist die typische Erscheinung eines cichlasominen Buntbarschs: Der gestreckte, kräftige Körper wirkt "rund", die unpaarige Beflossung ist relativ großflächig und dunkelbraun und der Körper verfügt über kräftige Vertikalbinden (zwei Stirnstreifen, zwei Nackenbinden, sechs Vertikalbinden, ein ausgeprägter Schwanzwurzelfleck). Die Grundfärbung variiert zwischen einem hellen Ockergelb und Olivgrün. Brutpflegende Exemplare können eine fast schwarze Streifenzeichnung auf einer leuchtend orangeroten Grundfärbung zeigen. Aggressive Chanchitos färben sich dunkel – bis hin zu einem glänzenden tiefen Schwarz.
Flossenformel: Dorsale XI–XVII/8–17, Anale V–VII/7–9

## Verbreitung
In den Subtropen Südamerikas, vom brasilianischen Bundesstaat Minas Gerais entlang der atlantischen Küstengewässer bis in den Süden Uruguays. Chanchitos bewohnen stehende und fließende Gewässer mit erheblichen jahreszeitlichen Temperaturschwankungen (von über 30 °C im Sommer bis zu geschlossenen Eisdecken im Winter). An der Küste ziehen sie bis weit in die Mündungsbereiche von Flüssen, was ihnen eine hohe Salinitätstoleranz ermöglicht.
Aus verschiedenen Gründen ist der Chanchito mindestens seit Anfang der 1930er Jahre als Neozoon sehr weit auf der Welt verbreitet. In Chile, den Vereinigten Staaten, auf den Philippinen, in Thailand und Singapur geht die Faunenverfälschung auf die Sportfischerei zurück. Bereits vor dem Zweiten Weltkrieg wurde ein Vorkommen in Portugal, im Rio Mira, bekannt. Neuere Untersuchungen belegen seine Verbreitung in Spanien (Rio Guadiana) und, von Aquarienfischpflegern ausgesetzt, in einigen Seen der Bundesrepublik Deutschland (Baden-Württemberg und Nordrhein-Westfalen).

## Ökologie
Belegte Beschreibungen der natürlichen Lebensräume stammen aus der ersten Hälfte des 20. Jahrhunderts und beziehen sich auf Populationen in Argentinien. Chanchitos leben sowohl in Bächen und Flüssen als auch in Seen, Teichen und kleineren Tümpeln, die oft dicht verkrautet sind. In den beschriebenen Regionen wurden Tag/Nacht-Temperaturschwankungen von bis zu 25 °C festgestellt. Diese Art besiedelt in Fließgewässern die flachen und ruhigen Uferbereiche.
Chanchitos sind hinsichtlich ihrer Ernährung regelrechte Generalisten, die Algen, höhere Wasserpflanzen, Würmer, Muscheln, Schnecken, Insekten und Insektenlarven, Garnelen, Krebse und andere Fische fressen.

## Systematik
Mit seinen überwiegend erst in jüngster Zeit beschriebenen Schwesterarten Australoheros autrani Ottoni & Costa, 2008; Australoheros barbosae Ottoni & Costa, 2008; Australoheros guarani Říčan & Kullander, 2008; Australoheros charrua Říčan & Kullander, 2008; Australoheros ipatinguensis Ottoni & Costa, 2008; Australoheros kaaygua Casciotta, Almirón & Gómez, 2006; Australoheros macacuensis Ottoni & Costa, 2008; Australoheros macaensis Ottoni & Costa, 2008; Australoheros minuano Říčan & Kullander, 2008; Australoheros muriae Ottoni & Costa, 2008; Australoheros paraibae Ottoni & Costa, 2008; Australoheros ribeirae Ottoni, Oyakawa & Costa, 2008; Australoheros robustus Ottoni & Costa, 2008; Australoheros saquarema Ottoni & Costa, 2008; Australoheros scitulus Říčan & Kullander, 2003; Australoheros taura Ottoni & Cheffe, 2009; Australoheros tembe (Casciotta, Gómez & Toresanni, 1995), steht der Chanchito in der Gattungsgruppe Heroini und wird der Unterfamilie Cichlinae zugeordnet, zu der alle süd- und alle mittelamerikanischen Buntbarsche gehören. Alle Vertreter dieser relativ einheitlichen Gattungsgruppe sind Substratlaicher und betreiben Brutpflege als Elternfamilie.

Der wissenschaftliche Name der Gattungsgruppe nimmt Bezug auf die nahe Verwandtschaft zu der im tropischen Südamerika beheimateten Buntbarschgattung Heros und auf die Verbreitung auf dem amerikanischen Subkontinent (australis = südlich). Der Artname gibt den Eindruck des Erstbeschreibers wieder: facetus bedeutet „anmutig“.
Synonyme sind: Pomotis tetracanthus Cuvier, 1826, Chromis facetus Jenyns, 1842, Cichlasoma facetum (Jenyns, 1842), Herichthys facetum (Jenyns, 1842), Heros autochthon Günther, 1862, Heros jenynsii Steindachner, 1869 und Heros acaroides Hensel, 1870.

## Bedeutung für den Menschen
In ihrer Heimat sind Chanchitos häufige Speisefische und wegen ihrer Größe (bis zu 30 Zentimeter) und Stärke auch begehrte Angelfische. Ihr auf der ganzen Welt gebräuchlicher Trivialname stammt aus dem Spanischen und bedeutet Schweinchen.
Chanchitos sind aber auch die ersten Buntbarsche, die 1889 für die Aquaristik nach Europa (nach Frankreich) eingeführt wurden. 1894 brachte ein Herr Kischner die ersten Exemplare aus dem Einzug des Río de la Plata nach Deutschland (Berlin). Im gleichen Jahr vermehrten sich diese Wildfänge in einem großen Bassin der Zierfischzüchterei von Paul Matte in Berlin. Die Differenzierung der Australoheros facetus-Artengruppe auf bis jetzt 29 beschriebene Arten geht nicht zuletzt auf die ernsthafte Beschäftigung mit der Verbreitung, der Morphologie und der Verhaltensbiologie dieser Buntbarsche durch Aquarienfischpfleger zurück.